# 蝶豆小煤炱
蝶豆小煤炱（学名：Meliola clitoriae）是属于小煤炱目小煤炱科小煤炱属的一种真菌，寄生在蝶豆属植物上。该种分布于中国、印度。